# Polignacové

Erb Polignaců

Polignacové je starobylý francouzský šlechtický rod, který nese jméno podle zámku Polignac, kde Polignacové seděli od dob Karla Velikého.
V roce 1385 rod vymřel po meči, ale dědička se provdala za Viléma de Chalancon, který převzal jméno a erb Polignaců. Jules de Polignac (1746–1817) se stal v roce 1780 prvním vévodou z Polignacu.

## Významní členové rodu
- Melchior de Polignac (1661–1742), francouzský diplomat, kardinál a novolatinský básník
- Jules de Polignac (1746–1817), první vévoda z Polignacu
- Gabrielle de Polastron, vévodkyně de Polignac (1749–1793), manželka prvního vévody z Polignacu
- Jules, princ de Polignac (1780–1847), francouzský politik
- Alphonse de Polignac (1826–1863), francouzský matematik a teoretik čísel
- Camille Armand Jules Marie, princ de Polignac (1832–1913), konfederační generál v americké občanské válce
- Edmond de Polignac (1834–1901), hudební skladatel
- Winnaretta Singerová, princezna de Polignac (1865–1943), americko-francouzská mecenáška
- Pierre de Polignac (1895–1964), otec Rainiera III. Monackého